# Ingerophrynus
 Ingerophrynus  (лат.) — род бесхвостых земноводных, обитающих в Азии. Род был создан после крупной таксономической ревизии лягушек в 2006 году — десять видов ранее входили в состав рода жаб.

## Описание
Общая длина представителей этого рода колеблется от 3 до 7 см. Наблюдается половой диморфизм: самки крупнее самцов. Особенностью этих жаб являются развитые костяные выросты на туловище или голове. Вдоль тела тянутся своеобразные гребни (собственно, виды различают именно по высоте и количеству таких гребней). Окрашены преимущественно в тёмные цвета: коричневые, бурые, тёмно-серые.

## Образ жизни
Населяют тропические и субтропические влажные леса вдоль водоёмов. Встречаются в горах на высоте до 1500 м над уровнем моря. Активны ночью, питаются беспозвоночными.

## Размножение
Это яйцекладущие земноводные.

## Распространение
Обитают в южном Китае и Юго-Восточной Азии.

## Классификация
На февраль 2023 года в род включают 12 видов:
- Ingerophrynus biporcatus (Gravenhorst, 1829) — Двугребнистая жаба
- Ingerophrynus celebensis (Günther, 1859) — Целебесская жаба
- Ingerophrynus claviger (Peters, 1863) — Индонезийская жаба
- Ingerophrynus divergens (Peters, 1871)
- Ingerophrynus galeatus (Günther, 1864) — Шлемоголовая жаба
- Ingerophrynus gollum Grismer, 2007
- Ingerophrynus kumquat (Das & Lim, 2001)
- Ingerophrynus ledongensis (Fei, Ye & Huang, 2009)
- Ingerophrynus macrotis (Boulenger, 1887) — Большеухая жаба
- Ingerophrynus parvus (Boulenger, 1887) — Проворная жаба
- Ingerophrynus philippinicus (Boulenger, 1887)
- Ingerophrynus quadriporcatus (Boulenger, 1887) — Колюченогая жаба

## Галерея
- Двугребнистая жаба
- Ingerophrynus celebensis
- Ingerophrynus divergens